# Octodon pacificus
Дегу тихоокеанський (Octodon pacificus) — вид гризунів родини Віскашеві.

## Зовнішня морфологія
Середні виміри: загальна довжина 390–392 мм, довжина хвоста 165–170 мм, довжина вух 20 мм, вага 290 г. Великий, дужий гризун з темно-коричневим хутром, на животі світлішим.

## Поширення
Цей вид зустрічається на острові Мокко біля узбережжя центральної частини Чилі в провінції Араука. 